# Pegaso
Pegaso (Spaniolă: [peˈɣaso]) a fost o marca spaniolă care fabrica camioane, autobuze, tractoare și autospeciale, iar, pentru un timp, mașini sport. Compania mamă, Enasa, a fost creată pe platforma vechii fabrici Hispano-Suiza,sub comanda renumitului inginer
Wifredo Ricart. În 1990 Iveco a preluat Enasa iar marca Pegaso a încetat să se mai fabrice în 1994.